# 昭和新山熊牧場

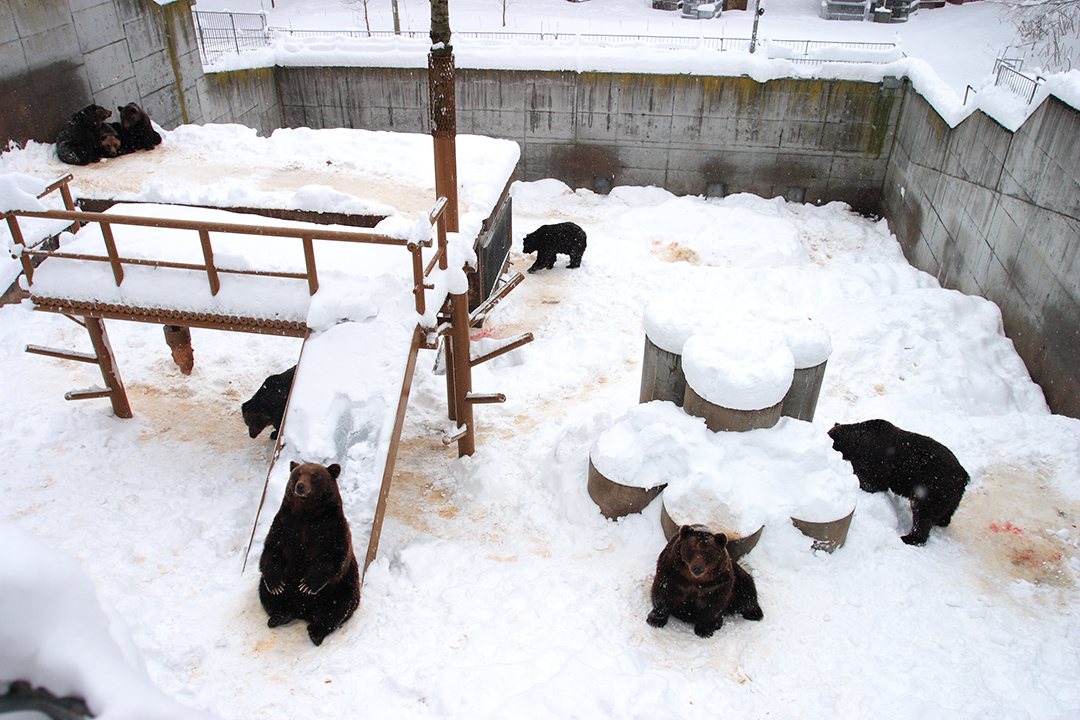
牧場内（1月）

昭和新山熊牧場（しょうわしんざんくまぼくじょう）は、北海道有珠郡壮瞥町の昭和新山にあるクマの動物園（観光牧場、テーマパーク）。近距離からの観察のために「人のおり」がある。入園者が給餌ができる。

## 施設
- 施設には、大牧場、こぐまの幼稚園、くまのアパート、若くま牧場3つ、そしてあらいぐま牧場がある。大牧場に「人の檻」(おり)（特別観察室）があり[4]、格子がついたガラス越しにヒグマを観察できる[4]。人の檻には通気口があるため、クマの息が聞こえる[4]。
- 来園者の餌あげ体験用にクッキーがあるが、時期によりリンゴ丸ごと1個もある[4]。器用なヒグマはりんご丸ごと1個でも口で捕える[4]。りんごは地元「壮瞥町」産で、園は冬の分まで備蓄する[4]。
- 飼育総数はおよそ70頭と説明される[1]。ゴールデンウィーク頃に仔熊のミルクタイムが行われる[1]。
- 2011年8月に「あらいぐま牧場」はリニューアルされた[5]。あらいぐま牧場には大型の回し車が設置されている[6][7][8]。

### 馬油
園内では「馬油」(ばあゆ)を扱う。馬油とは“ガマの油”と同じく様々な薬効を信じられている民間薬であり、ハンドクリームなどに加工されている。
※他、営業時間・料金などの営業詳細は外部リンクを参照されたい。

## エゾヒグマ

### リリー
「リリー」(メス,2003年産まれ,体長約2ｍ,体重約350kg)は園のアイドル。“おなかを叩いてアピールするクマ”として、この園の四コマ漫画「ゴンタ通信」にも取り上げられる。この仕草は2008年ごろから観察されたが、小学校の児童がテレビ局に投稿し、テレビ朝日の「ナニコレ珍百景」(2009年11月18日放送)に取り上げられ、さらに日本テレビの「DON!」(2010年8月5日放送)にも取り上げられ、日本国外からも来園者がきた。

## 園の出来事

### テレビ放送
洞爺湖不思議絵巻
洞爺湖温泉の「洞爺湖不思議絵巻」に書かれた謎の中に『昭和新山熊牧場の入口にある熊のはく製は、土産物の木彫り職人が“のみ”1本で倒した熊のはく製』というものがあり、NHKレポーターが取材に来て、2010年4月8日放送のNHKあさイチ『いってみたい洞爺湖！旬旅10』というテーマで取り上げられた。
旅番組
テレビ東京「土曜スペシャル」の『お得で豪華な冬の旅　素泊まり歓迎の名旅館』(2009年1月31日放送)で、園が取り上げられた。リポーターは森本レオとモンキッキー。2人はヒグマにりんごの餌をあげて、熊との触れ合いを楽しんだ。再放送は2009年2月13日だった。

### エピソード
ゴンタ通信
公式ホームページ上に四コマ漫画「熊牧場のゴンタ通信」が2008年から連載され、2012年8月現在、50回目となっている。登場人物は、主人公ゴンタ、飼育員のヤマ、ゴンタの母(1-3回、19回)、所長(時々)、リリーおばさん（18回）など。ゴンタ以外のヒグマは色分けされている。19回目のゴンタの弟たちは三つ子となっている。また、ゴンタの塗り絵(PDF)が公式ホームページ上にある。
有珠山噴火（2001年）
2001年3月、有珠山が噴火したことに伴い、園関係者にも避難指示が出されたが、ヒグマを心配した警察職員や園関係者が特別の許可を得て、1日1回水と食料をクマ牧場に運び入れ、ヒグマに給餌をした。危機管理策について北海道庁内で話し合われた。園は4月29日に営業を再開した。
どんぐり
2010年にクマが大好きなドングリが園に送られ、仔熊に与えられた。
コマーシャル
2種あるが、いずれのTVコマーシャルも子供が使用されている。

## クマのしぐさ

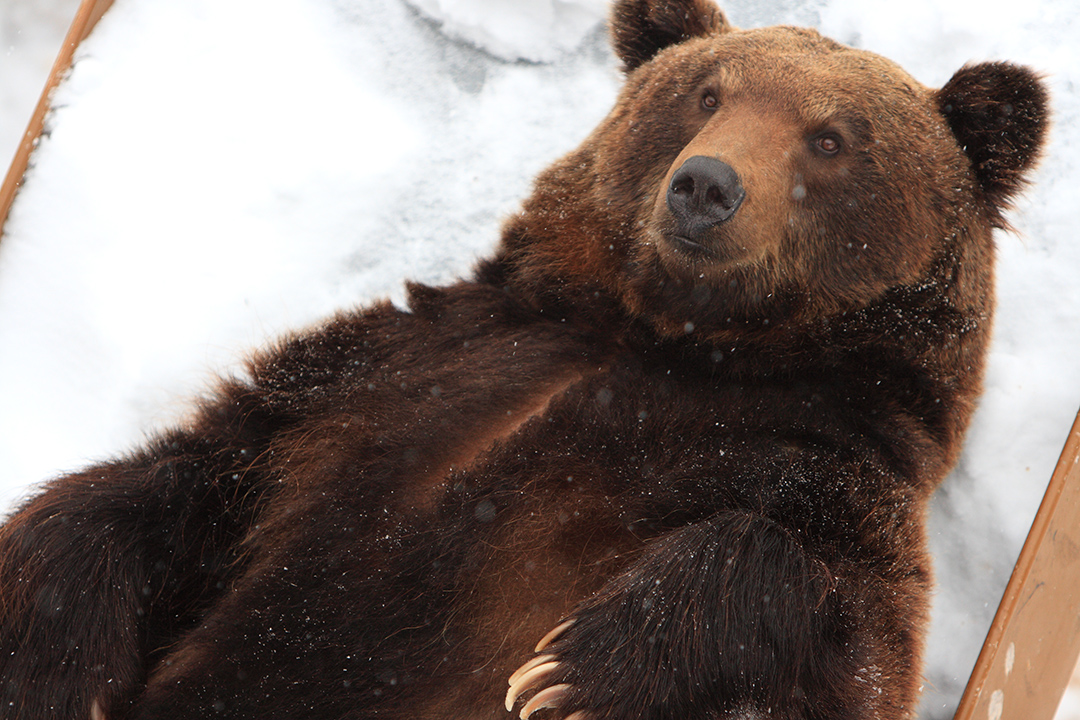
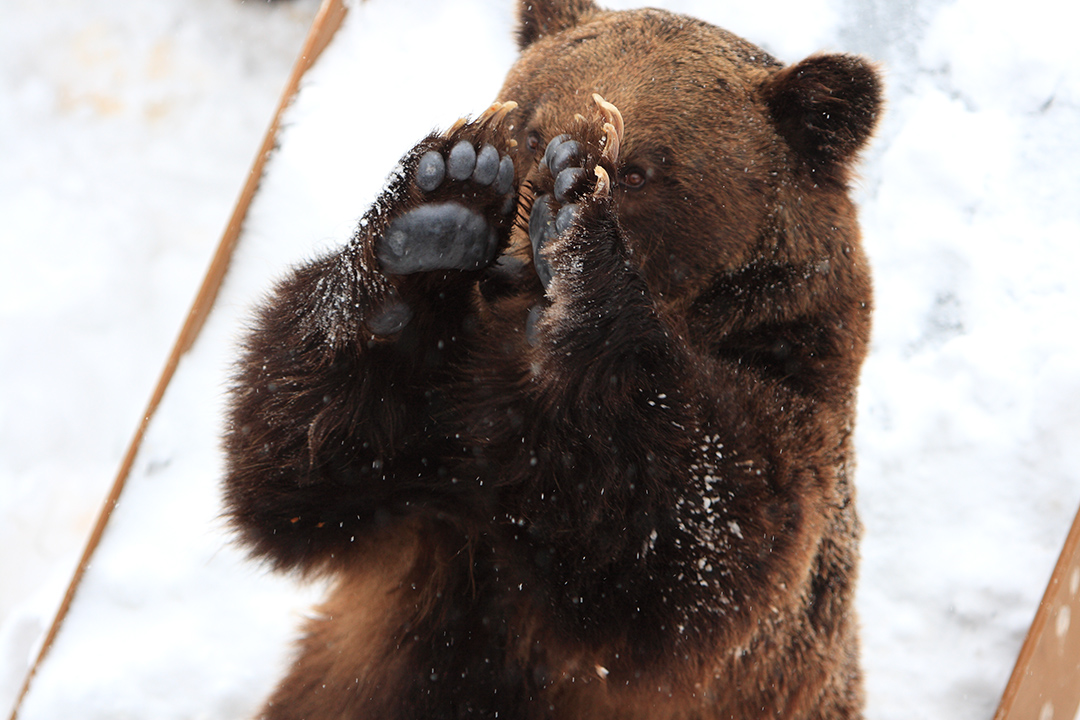
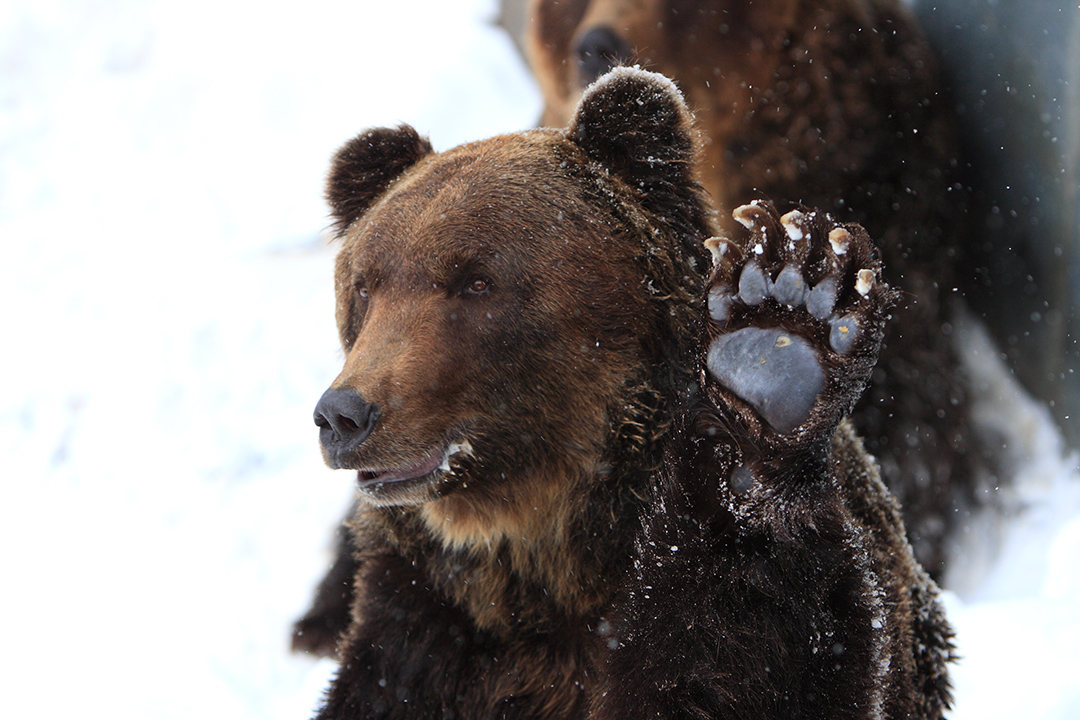
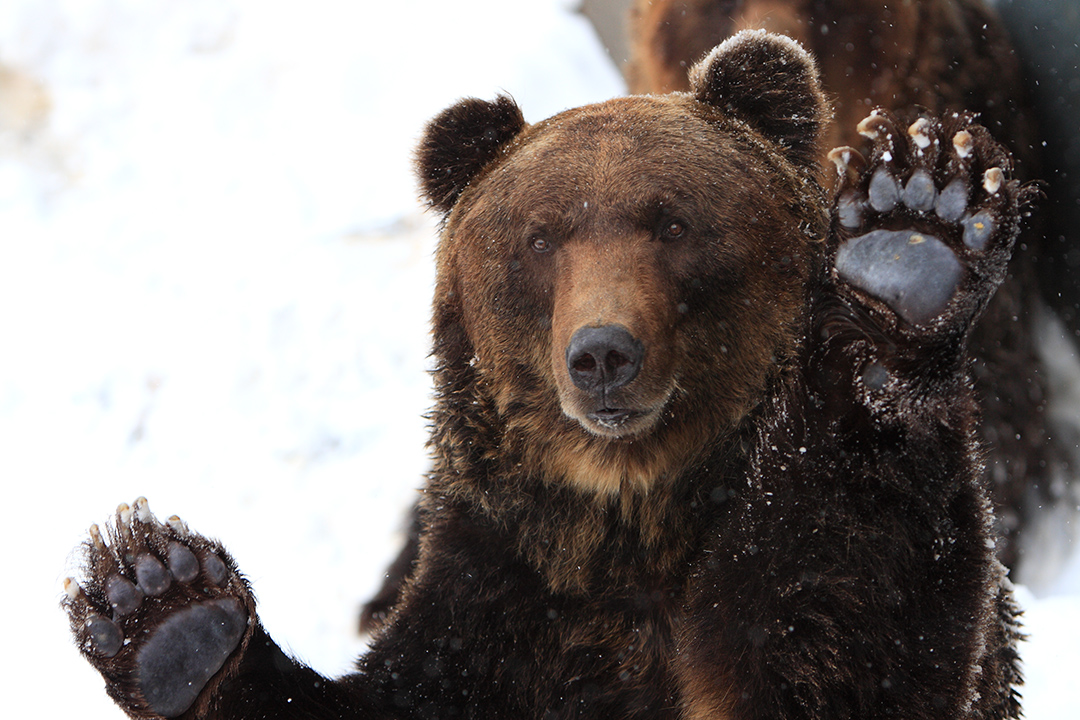